# Olympische Winterspiele 2014/Skispringen – Mannschaftsspringen Großschanze (Männer)
Das Mannschaftsspringen im Skispringen der Männer von der Großschanze bei den Olympischen Winterspielen 2014 fand am 17. Februar im Skisprungkomplex RusSki Gorki statt. Die deutsche Mannschaft mit Andreas Wank, Marinus Kraus, Andreas Wellinger, Serverin Freund wurde Olympiasieger. Silber gewannen die Österreicher Michael Hayböck, Thomas Morgenstern, Thomas Diethart und Gregor Schlierenzauer. Bronze ging an Reruhi Shimizu, Taku Takeuchi, Daiki Itō und Noriaki Kasai aus Japan.

## Daten
Datum: 17. Februar 2014, 21:15 Uhr 
Hillsize: 140 m 
K-Punkt: 125 m

## Ergebnisse
|      |                        |                                                                                      | 1, Durchgang            | 1, Durchgang                  | 1, Durchgang | 2, Durchgang            | 2, Durchgang                  | 2, Durchgang | Gesamt                         |
| Rang | #                      | Land                                                                                 | Weite (m)               | Punkte                        | Rang         | Weite (m)               | Punkte                        | Rang         | Punkte                         |
| ---- | ---------------------- | ------------------------------------------------------------------------------------ | ----------------------- | ----------------------------- | ------------ | ----------------------- | ----------------------------- | ------------ | ------------------------------ |
| 1    | 11 11–1 11–2 11–3 11–4 | Deutschland Andreas Wank Marinus Kraus Andreas Wellinger Severin Freund              | 132,0 136,5 133,0 131,5 | 519,0 123,2 136,1 125,3 134,4 | 1            | 128,0 134,5 131,0       | 522,1 125,5 132,0 133,9 130,7 | 2            | 1041,1 248,7 268,1 259,2 265,1 |
| 2    | 12 12–1 12–2 12–3 12–4 | Österreich Michael Hayböck Thomas Morgenstern Thomas Diethart Gregor Schlierenzauer  | 134,0 129,0 136,0 128,5 | 516,5 127,7 124,3 136,0 128,5 | 2            | 130,0 133,5 132,5 132,0 | 521,9 130,4 129,9 130,2 131,4 | 3            | 1038,4 258,1 254,2 266,2 259,9 |
| 3    | 8 8–1 8–2 8–3 8–4      | Japan Reruhi Shimizu Taku Takeuchi Daiki Itō Noriaki Kasai                           | 132,5 127,0 130,5 134,0 | 507,5 127,8 117,9 130,3 131,5 | 3            | 131,5 130,0 132,0 134,0 | 517,4 132,6 120,5 127,0 137,3 | 4            | 1024,9 260,4 238,4 257,3 268,8 |
| 4    | 9 9–1 9–2 9–3 9–4      | Polen Maciej Kot Piotr Żyła Jan Ziobro Kamil Stoch                                   | 131,5 121,0 130,5 130,5 | 489,2 125,0 107,2 127,8 129,2 | 4            | 129,0 132,0 133,0 135,0 | 522,6 126,8 126,3 129,7 139,8 | 1            | 1011,8 251,8 233,5 257,5 269,0 |
| 5    | 10 10–1 10–2 10–3 10–4 | Slowenien Jurij Tepeš Robert Kranjec Jernej Damjan Peter Prevc                       | 133,0 120,5 128,0 133,5 | 488,2 127,1 103,9 119,5 137,7 | 5            | 126,5 131,0 130,5 136,0 | 507,4 121,2 121,9 125,3 139,0 | 5            | 995,6 248,3 225,8 244,8 276,7  |
| 6    | 7 7–1 7–2 7–3 7–4      | Norwegen Anders Bardal Anders Fannemel Anders Jacobsen Rune Velta                    | 137,5 129,5 119,0 125,0 | 486,0 137,7 123,4 111,5 113,4 | 6            | 133,0 130,5 125,5       | 504,7 134,8 125,4 125,8 118,7 | 6            | 990,7 272,5 248,8 237,3 232,1  |
| 7    | 6 6–1 6–2 6–3 6–4      | Tschechien Jakub Janda Antonín Hájek Roman Koudelka Jan Matura                       | 131,0 128,0 122,5 122,5 | 476,0 123,3 121,4 122,1 109,2 | 7            | 127,5 131,0 130,5 127,5 | 491,8 121,6 126,1 118,0       | 7            | 967,8 244,9 247,5 248,2 227,2  |
| 8    | 5 5–1 5–2 5–3 5–4      | Finnland Anssi Koivuranta Jarkko Määttä Olli Muotka Janne Ahonen                     | 129,5 128,5 123,0 124,5 | 461,5 120,8 117,1 113,2 110,4 | 8            | 130,0 124,0 126,0 132,0 | 481,3 126,5 110,5 114,1 130,2 | 8            | 942,8 247,3 227,6 227,3 240,6  |
| 9    | 4 4–1 4–2 4–3 4–4      | Russland Ilmir Chasetdinow Alexei Romaschow Dmitri Wassiljew Denis Kornilow          | 121,0 124,5 123,5 118,5 | 422,3 102,1 108,5 113,2 98,5  | 9            |                         |                               |              | 422,3 102,1 108,5 113,2 98,5   |
| 10   | 2 2–1 2–2 2–3 2–4      | Vereinigte Staaten Peter Frenette Nicholas Fairall Anders Johnson Nicholas Alexander | 113,0 120,5 119,0 126,5 | 402,5 84,2 102,0 101,9 114,4  | 10           |                         |                               |              | 402,5 84,2 102,0 101,9 114,4   |
| 11   | 1 1–1 1–2 1–3 1–4      | Südkorea Kang Chil-ku Kim Hyun-ki Choi Heung-chul Choi Seo-woo                       | 116,5 126,0 117,0 117,0 | 402,0 91,2 113,5 99,5 97,8    | 11           |                         |                               |              | 402,0 91,2 113,5 99,5 97,8     |
| 12   | 3 3–1 3–2 3–3 3–4      | Kanada Trevor Morrice Dusty Korek Matthew Rowley MacKenzie Boyd-Clowes               | 117,5 121,5 125,5 123,5 | 399,2 94,3 102,6 94,7 107,6   | 12           |                         |                               |              | 399,2 94,3 102,6 94,7 107,6    |